# استراتون (فیلم ۲۰۱۷)
استراتون (به انگلیسی: Stratton) یک فیلم سینمایی مهیج اکشن به کارگردانی سایمون وست و محصول بریتانیا است که در سال ۲۰۱۷ منتشر شد. از بازیگران آن می‌توان به دومینیک کوپر، جما چان، آستین استول، تایلر هوچلین، و تام فلتون اشاره کرد. فیلم‌برداری اصلی این فیلم از ۱۵ ژوئیه ۲۰۱۵ آغاز شد. این فیلم بر اساس سریالی به همین نام ساخته دانکن فالکنر می‌باشد.
در ابتدا قرار بود که هنری کویل ایفاگر نقش اصلی باشد اما به دلیل اختلافات از پروژه کنار گذاشته شد و دومینیک کوپر جایگزین او شد. فیلمبرداری در بریندیزی و لندن انجام شد.

## داستان
این فیلم داستان شخصی به نام جان استراتون را روایت می‌کند که کماندوی ویژه نیروی دریایی پادشاهی بریتانیا است. او مأموریت می‌یابد یک خلافکار بین‌المللی که تروریستی خطرناک است را ردیابی و دستگیر کند؛ اما برای او اتفاقاتی رخ می‌دهد که باعث می‌شود از هدف اصلی خود دور شود.

## بازیگران
- دومینیک کوپر در نقش جان استراتون
- جما چان در نقش اگی
- آستین استول در نقش هنگ
- تام فلتون در نقش کامینگز
- تایلر هوچلین در نقش مارتی
- توماس کرچمان در نقش گریگوری
- اولگار فدرو در نقش سرگئی
- درک جاکوبی در نقش راس
- کانی نیلسن در نقش سامنر